# Soeima
Soeima is een plaats (freguesia) in de Portugese gemeente Alfândega da Fé en telt 180 inwoners (2001).